# يو إف سي 291
يو إف سي 291: بورييه ضد غيثي 2 (بالإنجليزية: UFC 291: Poirier vs. Gaethje 2)‏ هو حدث لفنون القتال المختلطة نظمته يو إف سي، وأُقيم في 29 يوليو 2023، على دلتا سنتر في سولت ليك سيتي، يوتا.

## الخلفية
يمثل هذا الحدث الزيارة الثالثة للمنظمة إلى مدينة سولت ليك سيتي والأولى منذ يو إف سي 278 في أغسطس 2022.
مباراة العودة في الوزن الخفيف أبطال يو إف سي المؤقتين للوزن الخفيف السابقين داستن بورييه وجاستن غيثي (أيضًا بطل دوري المقاتلين المحترفين للوزن الخفيف السابق) تصدرت الحدث. كما تنافسوا على اللقب الرمزي «BMF»، والذي تم إخلاؤه بعد اعتزال حامله الأصلي خورخي ماسفيدال في أبريل. التقى الثنائي لأول مرة في يو إف سي على فوكس: بورييه ضد غيثي في أبريل 2018 والتي فاز بها بورييه في الجولة الرابعة عن طريق الضربة الفنية القاضية. واعتبرت عدة قنوات إعلامية النزال «نزال العام».
كان من المتوقع أن يتم نزال في وزن الوسط بين ستيفن طومسون وميشيل بيريرا في يو إف سي 289، ولكن لم يتم توقيع العقود أبدًا وتمت إعادة جدولة النزال لهذا الحدث بدلاً من ذلك. في الأوزان، كان وزن بيريرا يبلغ 174 رطلاً، أي ثلاثة أرطال فوق حد القتال في وزن الوسط الذي بدون لقب. نتيجة لذلك، ألغي النزال.
كان من المقرر أن يلتقي ماثيو سيملسبرجر ويوهان لينيس في نزال بوزن الوسط في هذا الحدث. ومع ذلك، في 10 يوليو، تمت إزالة لينيس من الحدث لأسباب غير معلنة واستبداله بأوروس ميديتش.
كان من المتوقع أن تواجه جوان وود بريسيلا كاتشويرا في نزال بوزن الذبابة للسيدات على البطاقة الأولية. ومع ذلك، انسحبت وود في منتصف يوليو لأسباب غير معلنة وحلت محلها ميراندا مافريك.
تم حجز نزال في وزن الوسط بين جيك ماثيوز وميغيل بايزا لهذا الحدث. لكن في 19 يوليو، انسحب بايزا لسبب لم يكشف عنه. تم استبداله بالوافد الجديد للمنظمة داريوس فلاوزر.
كان من المتوقع أن يلتقي باولو كوستا وإكرام أليسكروف في هذا الحدث. ومع ذلك، اختارت المنظمة إلغاء الاقتران ونقلهما بدلاً من ذلك إلى يو إف سي 294 في أكتوبر لوضعهما مع حمزة شيماييف ونصر الدين إيمافوف، على التوالي.
في الوزن الإضافي، كان وزن فينيسيوس سلفادور 128.5 رطلاً، واثنين ونصف باوند فوق حد وزن الذبابة غير المسموح به. استمرت مباراته في وزن الصيد وتم تغريمه بنسبة 20 في المائة من محفظته، والتي ذهبت إلى خصمه سي جيه فيرغارا.

## بطاقة القتال
1. ↑  على لقب «BMF» الرمزي.

## الجوائز الإضافية
حصل المقاتلون التاليون على مكافآت قدرها 50 ألف دولار.
- نزال الليلة: لم يتم منح أي مكافأة.
- أداء الليلة: جاستن غيثي، ديريك لويس، بوبي غرين، وكيفن هولاند